# Djebel Ouarkziz
Le djebel Ouarkziz désigne une montagne du Maroc située dans la région de Guelmim-Oued Noun, le long d'une portion du Drâa. Il est situé à 506 km au sud-ouest du centre approximatif du Maroc et à 618 kilomètres au sud de la capitale Rabat.